# Hybalus benoiti
Hybalus benoiti är en skalbaggsart som beskrevs av Tournier 1864. Hybalus benoiti ingår i släktet Hybalus och familjen Orphnidae. Inga underarter finns listade i Catalogue of Life.